# St. Norbert (Friedland)

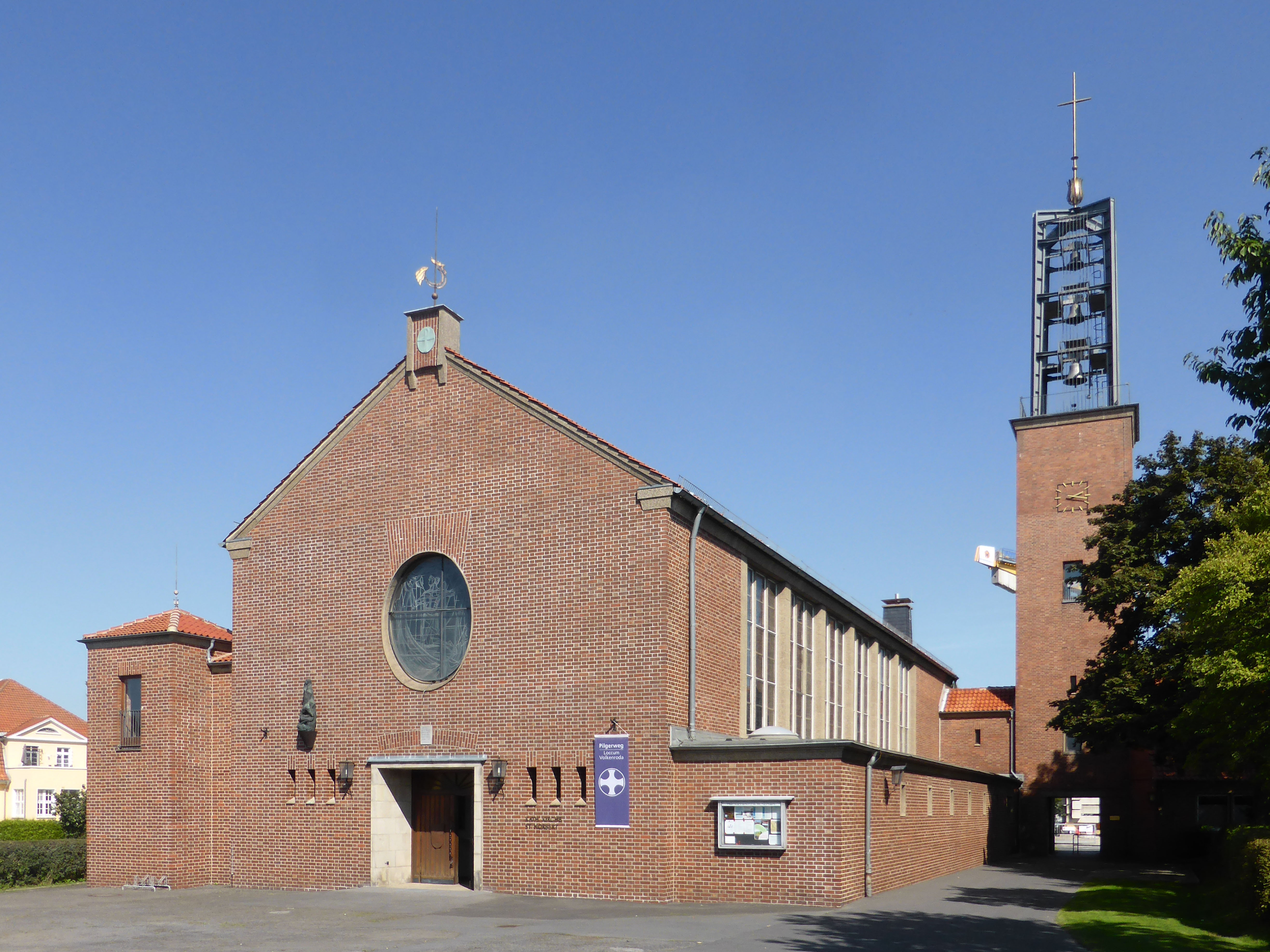
Ansicht von Südwesten

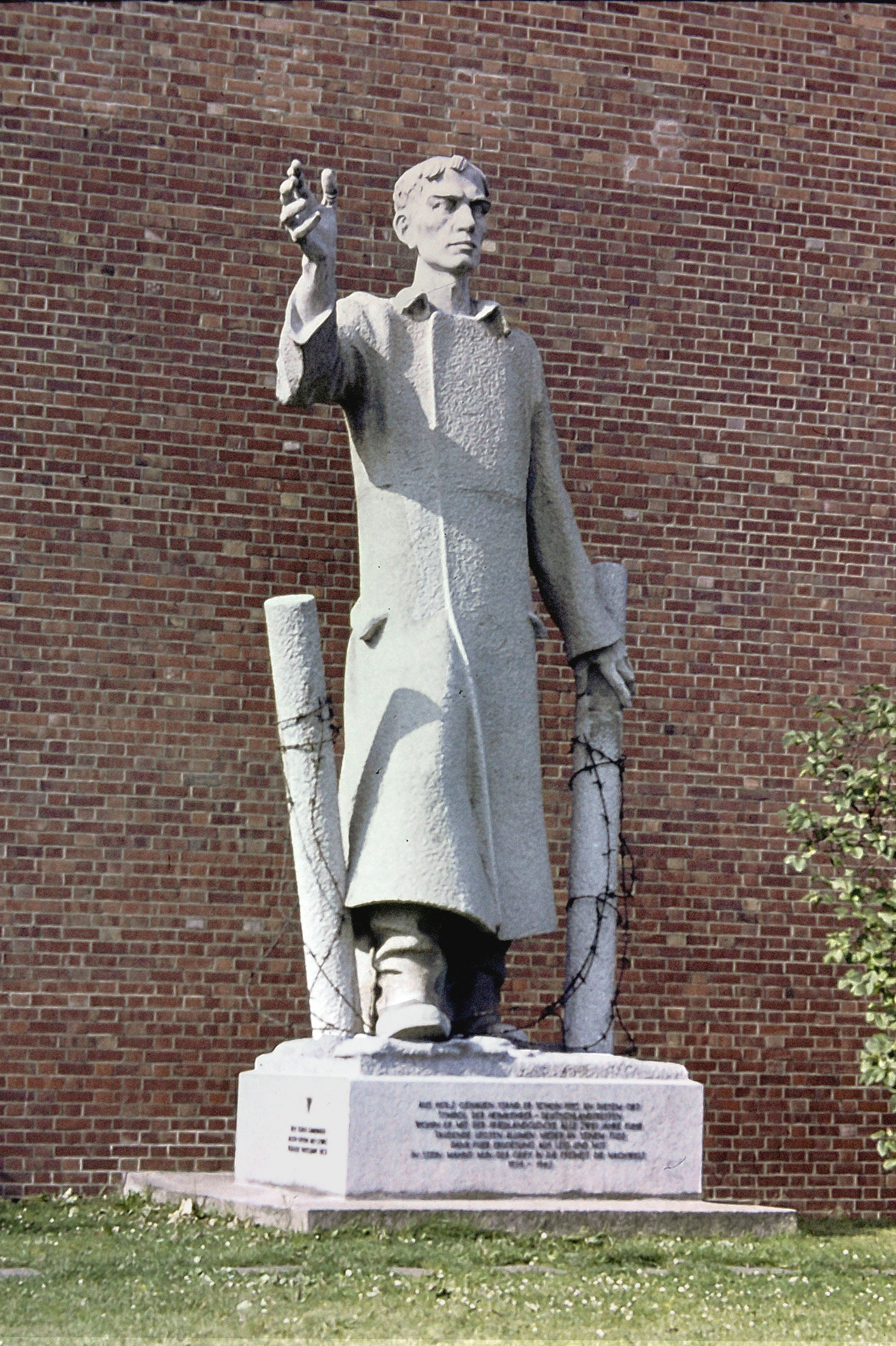
„Griff in die Freiheit“, Heimkehrerdenkmal von Fritz Theilmann an der Ostseite der Kirche

Die Kirche Sankt Norbert ist die katholische Kirche in Friedland, einer Gemeinde im Landkreis Göttingen in Niedersachsen. Die nach dem heiligen Norbert von Xanten benannte Kirche gehört zur Pfarrei Maria Frieden mit Sitz in Göttingen-Geismar, im Dekanat Göttingen des Bistums Hildesheim. Das Gebäude befindet sich im Grenzdurchgangslager Friedland, hat die Adresse St.-Norbert-Platz 4 und als Baudenkmal die Erfassungsnummer 35249835.

## Geschichte

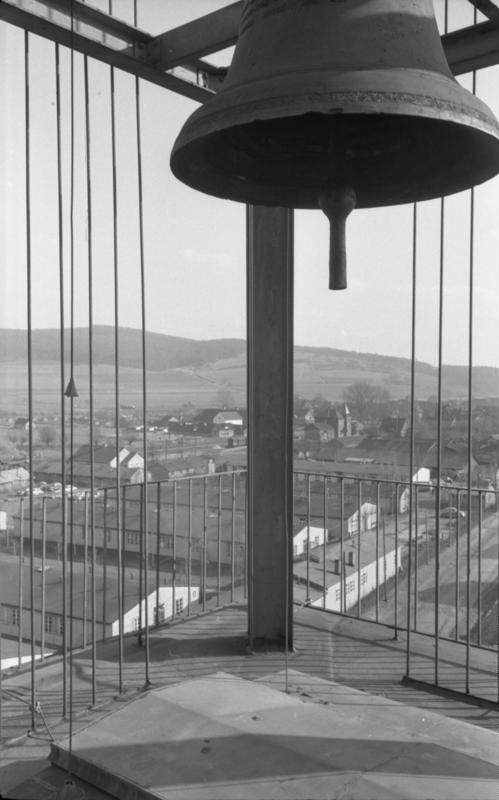
Blick vom Kirchturm auf Lagerbaracken (1958)

In den 1540er Jahren setzte Herzogin Elisabeth von Brandenburg (1510–1558) im Fürstentum Calenberg die Reformation durch, womit die Bevölkerung und die Kirche von Friedland protestantisch wurden.
Wenige Monate nach Ende des Zweiten Weltkriegs, im September 1945, wurde das Grenzdurchgangslager Friedland eröffnet, in dem in den folgenden Jahren Hunderttausende Heimkehrer aus der Kriegsgefangenschaft ankamen. Zunächst versahen Geistliche der St.-Paulus-Kirche in Göttingen die katholische Seelsorge im Lager. Im November 1945 nahm eine Stelle des Deutschen Caritasverbandes ihre Arbeit in Friedland auf. 1946 war Pater Johannes Leppich als erster katholischer Lagerpfarrer im Lager tätig. In diesem Jahr wurde in einer Nissenhütte eine katholische Lagerkapelle eingerichtet, die bis 1950 bestand. Ab 1947/48 folgte Josef Krahe (1914–2005) als Lagerpfarrer, unter dem es ab 1949 zu Planungen für einen Kirchenneubau kam. Zunächst wurde jedoch 1950 in einer Holzbaracke eine neue Kapelle eingerichtet.

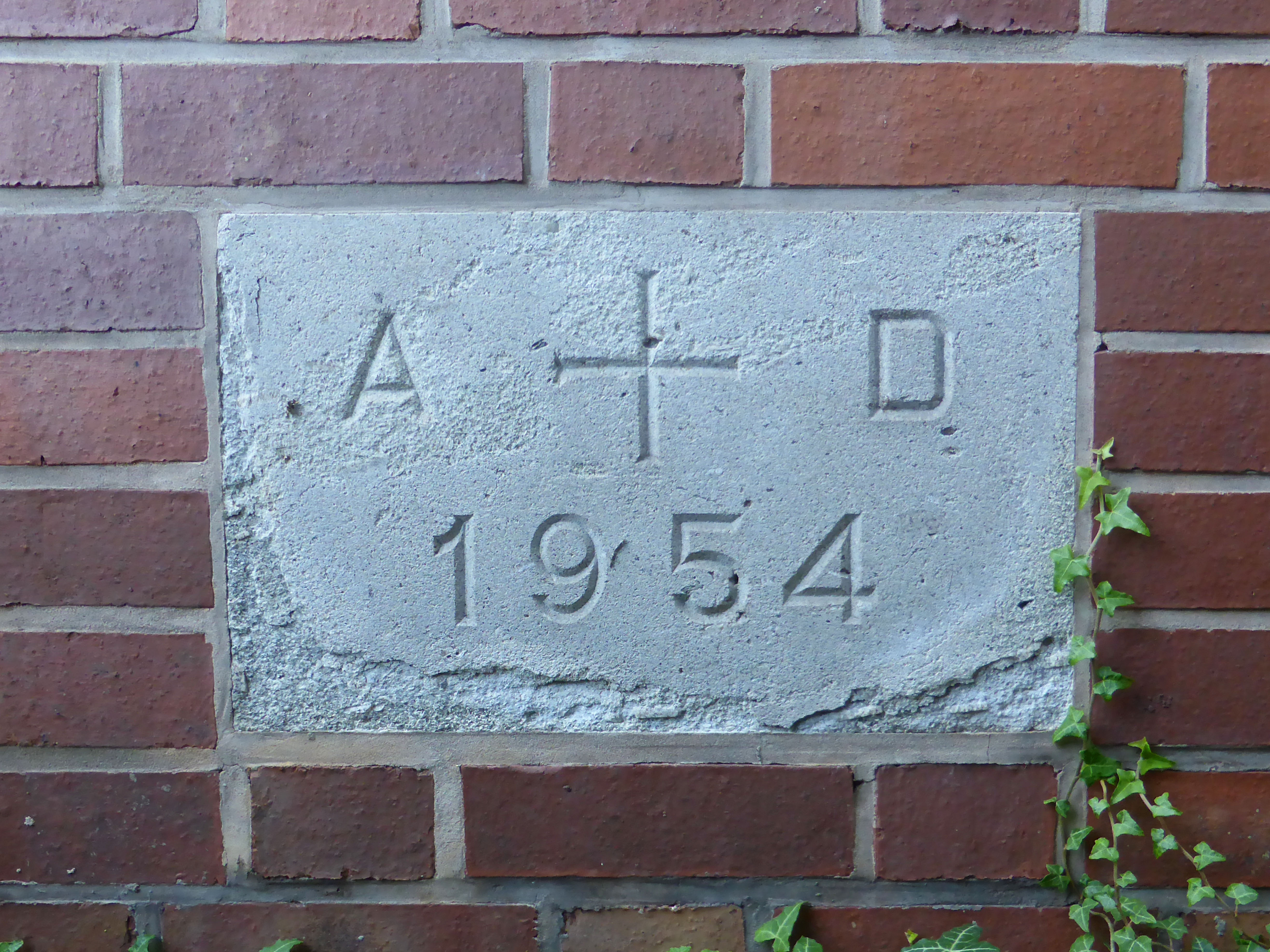
Grundstein

Am 2. September 1954 legte Weihbischof Johannes Bydolek den Grundstein für die Heimkehrergedächtniskirche St. Norbert. Am 18. Dezember 1955 folgte die Konsekration durch Josef Kardinal Frings, den Vorsitzenden der Deutschen Bischofskonferenz und Erzbischof des Erzbistums Köln. Bundeskanzler Konrad Adenauer schenkte der Kirche das Ewige Licht, das noch heute im Altarraum brennt. Bundespräsident Theodor Heuss spendete das Altarkreuz. 1956 bekam die Kirche ihre Glocken. Nach einer Renovierung der Kirche im Jahr 1974 und Umgestaltungen gemäß der Liturgiereform des Zweiten Vatikanischen Konzils weihte Bischof Heinrich Maria Janssen am 16. März 1975 einen neuen Altar. Im gleichen Jahr bekam die Kirche ihre Orgel.
Ab 1997 bildeten die beiden Pfarrgemeinden Maria Königin des Friedens in Göttingen und St. Norbert in Friedland eine Seelsorgeeinheit. Am 1. November 2006 wurde die St.-Norbert-Kirche der Pfarrgemeinde Maria Königin des Friedens angeschlossen, die Pfarrgemeinde St. Norbert wurde in diesem Zusammenhang aufgehoben.

## Architektur und Ausstattung

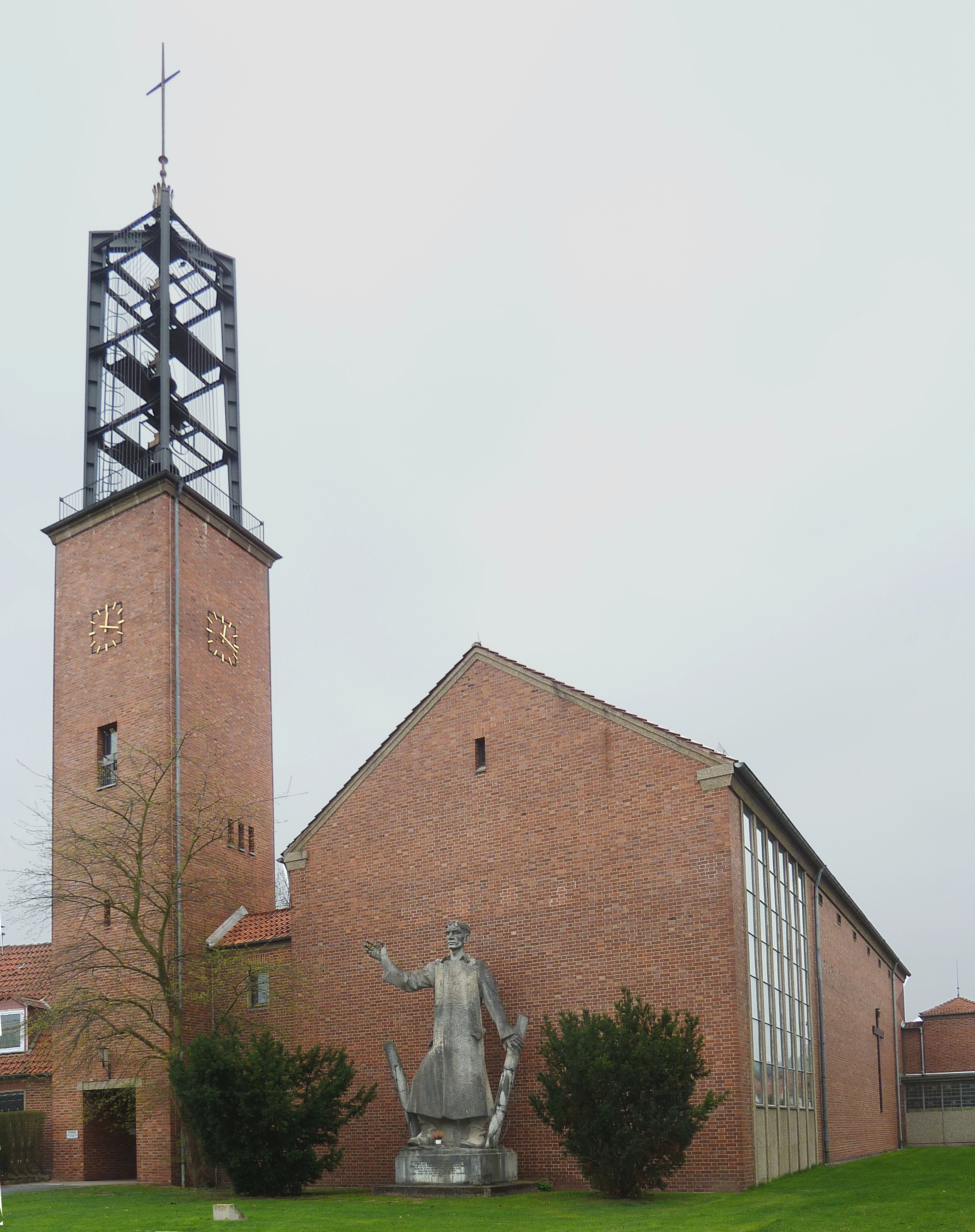
Ansicht von Nordosten mit Heimkehrerskulptur von Fritz Theilmann

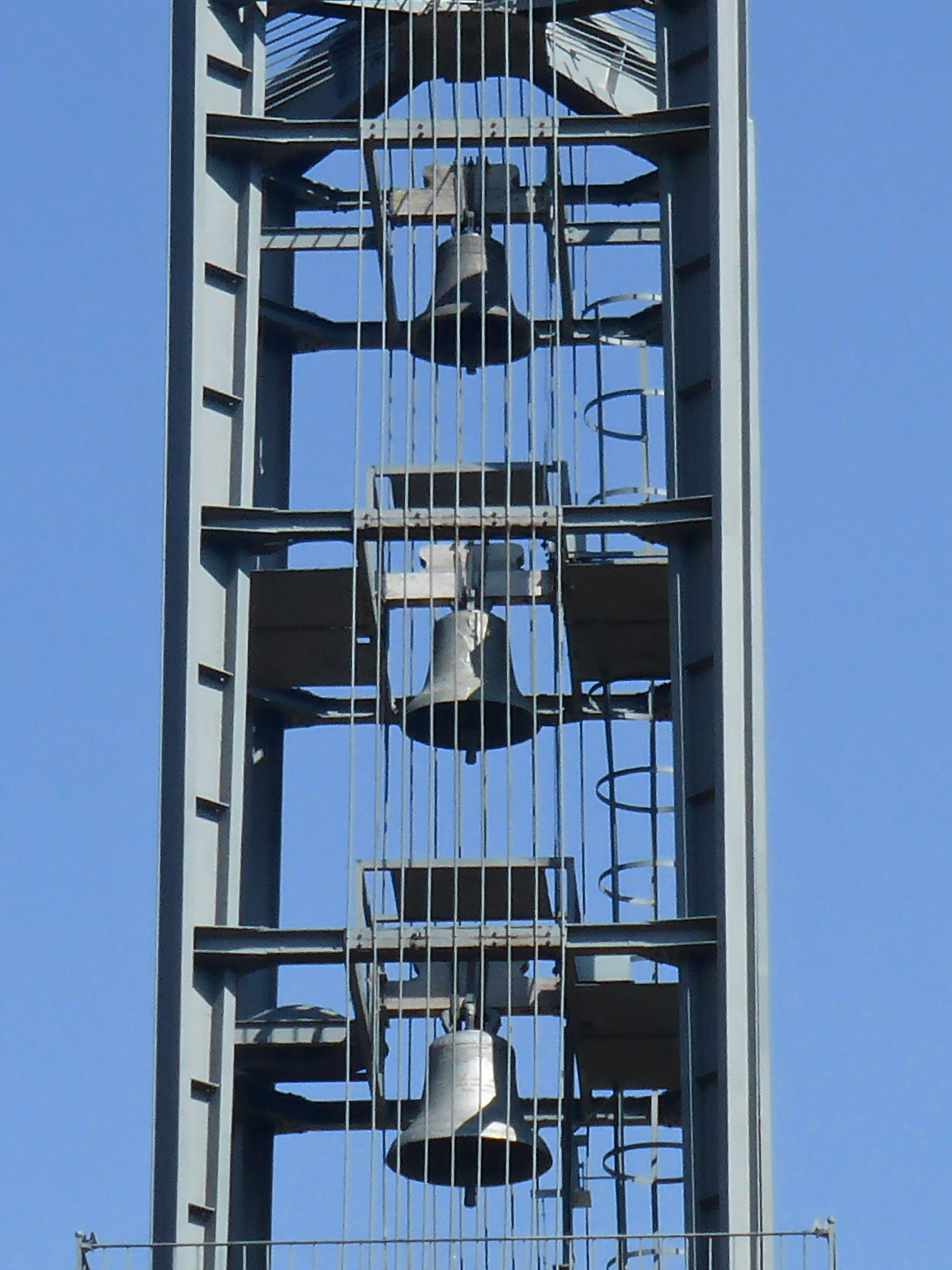
Glocken

Die Kirche entstand nach Plänen des Architekten Friedrich Wagener (1921–1995) aus Göttingen von 1953, der auch einen Teil der Innenausstattung entwarf. Es war sein einziger Kirchbau. Die Heimkehrerskulptur an der Ostseite der Kirche ist ein Werk von Fritz Theilmann, der selbst über Friedland aus der sowjetischen Kriegsgefangenschaft heimkehrte.
Der Kirchturm verfügt über drei Glocken. Die kleine Glocke stammt aus Welkersdorf in Niederschlesien, die mittlere Glocke wurde von der Glockengießerei Petit & Gebr. Edelbrock in Gescher gegossen, und die große Glocke von 1704 stammt aus dem Frauenburger Dom in Frauenburg (Ostpreußen).
Viele Ausstattungsstücke der Kirche nehmen Bezug auf die Nöte der Heimkehrer wie Kriegsleid und Heimkehr. Das Buntglasfenster über dem Eingangsportal zeigt den Propheten Jona, wie er von dem Walfisch an Land gespien wird. Die Fenster in der Südseite sind ein Werk von Ludwig Baur. Die Doppelkrone über dem Altar wurde am 8. Juli 1975 installiert. Den Kreuzweg schuf 1962 die Künstlerin Christa Adrian (1929–2003).
Die Orgel wurde vom Orgelbaubetrieb Gebrüder Stockmann aus Werl erbaut und am 19. April 1975 von Generalvikar Adalbert Sendker (1912–1993) eingeweiht. Es ist ein Schleifladen-Instrument mit zwölf Registern auf zwei Manualwerken und Pedal.
Eine weitere katholische Einrichtung in Friedland ist die Kindertagesstätte St. Norbert Friedland.